# 十二公民
《十二公民》（英語：12 Citizens）是北京人民艺术剧院话剧导演徐昂执导的一部中国大陸法律题材电影，为其电影导演处女作，改编自1957年的影史经典《十二怒汉》。何冰和韩童生领衔12位北京人艺及国家话剧院的演员演出。中国大陸于2015年5月15日上映。

## 剧情
第一轮投票，就有11人认定被告人有罪，唯有一名中年男子对此有异议。在他带头对案件细节证据的分析下，大家逐渐发表自己的意见，对证人证言提出了合理质疑，继而不断有人转而改投“无罪”的票，最终取得一致的“无罪”判断。
原来北京市检察院早就对这个案件的证据提出许多质疑，做出了不起诉那名富二代之决定，后来真正的杀人凶手被捉拿归案。

## 演員
| 演員   | 角色           | 備註                     |
| 何冰   | 8号陪审员      | 最后才揭示他是一名检察官 |
| 韩童生 | 出租车司机     | 他坚定认为被告为有罪之人 |
| 钱波   | 小卖部老板     |                          |
| 赵春羊 | 房地产老板     |                          |
| 高东平 | 黑社会         |                          |
| 张永强 | 吃房租的老北京 |                          |
| 李光复 | 医生           |                          |
| 王刚   | 老师           |                          |
| 班赞   | 保安           |                          |
| 刘辉   | 保险销售       |                          |
| 雷佳   | 陪审团团长     | 大学生                   |
| 米铁增 | 老人           |                          |

## 奖项
第30届金鸡奖
- 最佳改编剧本：李玉娇、韩景龙、徐昂
- 最佳男配角提名：韩童生
- 最佳导演处女作提名：徐昂

2015年上海国际电影节电影频道传媒大奖
- 最佳影片
- 最佳导演：徐昂
- 最佳编剧奖：韩景龙、徐昂、李玉娇
- 最佳男演员：何冰
- 最佳男配角奖：韩童生

第22届北京大学生电影节
- 评委会大奖